# Médaille Thorvaldsen
La Médaille Thorvaldsen  (en danois : Thorvaldsens Medalje, Thorvaldsen Medaillen) est un prix décerné chaque année, à quelques exceptions près, à un nombre variable de bénéficiaires par l'Académie royale danoise des Beaux-Arts ; c'est la plus haute distinction dans le domaine des arts visuels au Danemark. Elle tient son nom du sculpteur Bertel Thorvaldsen.
Le prix a été créé en 1837 lors de l'exposition au palais de Charlottenborg à Copenhague. En 1866, il a été rebaptisé Médaille de l'exposition Thorvaldsen (en danois : Thorvaldsenske Udstillings-Medaille) ; à partir de 1923, il est connu sous son nom actuel.

## La médaille
La médaille, en argent, a été conçue par le sculpteur Christen Christensen (1806-1845), en accord avec Thorvaldsen lors de son retour de Rome en 1838.

## Récipiendaires

### Médaille de l'exposition
| Année | Lauréat                    | Œuvre récompensée                           | Œuvre récompensée                                                                                                 |
| ----- | -------------------------- | ------------------------------------------- | --- |
| 1839  | Martinus Rørbye            |                                             | Un notaire turc rédige un contrat de mariage devant la mosquée Kiliç Ali Pasha, Tophane, Constantinople           |
| 1841  | Wilhelm Marstrand          |                                             | Fêtes d'octobre à Rome (Scene af oktoberfesten i Rom)                                                             |
| 1842  | Bertel Thorvaldsen         | Médaille d'honneur                          | |
| 1843  | Johan Vilhelm Gertner      | Portrait de l'archidiacre Trydes            | |
| 1845  | P. C. Skovgaard            |                                             | Dans les bois de Tisvilde (Parti ved Udkanten af Tisvilde Skov)                                                   |
| 1845  | P. C. Skovgaard            | Vue du lac Skarrit (Udsigt over Skarrit Sø) | |
| 1846  | Anton Melbye               |                                             | Le Phare d'Eddystone (Eddystone Fyrtaarn)                                                                         |
| 1847  | Jens Adolph Jerichau       |                                             | |
| 1849  | Godtfred Rump (en)         |                                             | Himmelbjerget (Parti fra Himmelbjerget)                                                                           |
| 1853  | Julius Exner               |                                             | La visite du grand-père (Besøget gos bedstefar)                                                                   |
| 1858  | Elisabeth Jerichau Baumann |                                             | |
| 1860  | Frederik Vermehren         |                                             | Huslig Syssel i en fattig Bondestue; en Kone bælger Ærter                                                         |
| 1860  | William Hammer             |                                             | Blé sous un pommier (Korn og Fruget under et Æbletræ)                                                             |
| 1860  | Theobald Stein             |                                             | Jeune pêcheur napolitain portant un pichet("Neapolitansk Fiskerdreng, bærende en Vandkrukke")                     |
| 1861  | Christen Dalsgaard         |                                             | (En Kones højtidelige Kirkegang efter Barselfærd)                                                                 |
| 1867  | Carl Neumann               |                                             | Skibe under land efter en byge                                                                                    |
| 1871  | Janus la Cour              |                                             | Aften ved Nemisøen                                                                                                |
| 1872  | Otto Bache                 |                                             | Portrait de la famille Ræder (Portrætgruppe af Familien Ræder)                                                    |
| 1882  | Vilhelm Rosenstand         |                                             | Devant une brasserie à Paris. Une mère et son fils (Udenfor et Brasserie i Paris. Moder og Søn ved Pousse-Caféen) |
| 1882  | Peder Severin Krøyer       |                                             | |
| 1882  | Frants Henningsen          |                                             | Un enterrement (En Begravelse)                                                                                    |
| 1883  | Thorvald Niss\|            |                                             | |
| 1883  | Bertha Wegmann             |                                             | Portrait de la sœur de l'artiste (Portræt af kunstnerindens søster)                                               |
| 1884  | August Jerndorff           |                                             | |
| 1884  | Christian Zacho            |                                             | Eau calme à Dyrehaven (Et stille Vand i Dyrehaven)                                                                |
| 1886  | Viggo Johansen             |                                             | Conversation du soir (Aftenpassiar)                                                                               |
| 1887  | Otto Haslund               |                                             | Concert (Koncert)                                                                                                 |
| 1887  | Hans Michael Therkildsen   |                                             | Køerne vandes |
| 1887  | Carl Thomsen               |                                             | |
| 1890  | Georg Achen                |                                             | Johanne Achen, la mère de l'artiste (Johanne Achen, kunstnerens Moder)                                            |
| 1893  | Julius Paulsen             |                                             | |
| 1896  | Michael Ancher             |                                             | |
| 1899  | Ludvig Brandstrup          |                                             | Statue du roi Christian IX, Esbjerg                                                                               |
| 1892  | Knud Larsen                |                                             | |
| 1901  | Knud Erik Larsen           |                                             | |
| 1906  | Laurits Andersen Ring      |                                             | |
| 1907  | Bertha Dorph               |                                             | Visite à la maternité (Et besøg hos den unge barselskone)                                                         |
| 1913  | Ejnar Nielsen              |                                             | |
| 1915  | Theodor Philipsen          |                                             | |
| 1918  | Herman Vedel               |                                             | Négociation sur la constitution, 5 juin 1915 (Fra forhandlingerne om grundloven 5. juni 1915)                     |
| 1923  | Joakim Skovgaard           |                                             | Vierge à Fugleham (Jomfru i Fugleham)                                                                             |

### Médaille Thorvaldsen
| Année | Lauréat                                                           | Domaine               |
| ----- | ----------------------------------------------------------------- | --------------------- |
| 1926  | Karl Jensen                                                       | Peintre               |
| 1927  | Fritz Syberg                                                      | Peintre               |
| 1930  | Carl J. Bonnesen                                                  | Sculpteur             |
| 1932  | Anne Marie Carl-Nielsen                                           | Sculpteur             |
| 1933  | Niels Larsen Stevns                                               | Peintre               |
| 1934  | Johan Rohde                                                       | Peintre               |
| 1936  | Niels Hansen Jacobsen                                             | Sculpteur             |
| 1937  | Niels Skovgaard Gerhard Henning                                   | Sculpteur             |
| 1940  | Sigurd Swane Mogens Bøggild                                       | Peintre Sculpteur     |
| 1941  | Johannes Larsen Aksel Jørgensen                                   | Peintre               |
| 1942  | Olaf Rude                                                         | Peintre               |
| 1943  | Oluf Høst                                                         | Peintre               |
| 1944  | Einar Utzon-Frank Johannes C. Bjerg Hans Knudsen Svend Hammershøi | Sculpteur Peintre     |
| 1946  | Jens Søndergaard Axel P. Jensen                                   | Peintre               |
| 1948  | Rasmus Harboe Jais Nielsen                                        | Sculpteur Peintre     |
| 1950  | Jean-René Gauguin Adam Fischer                                    | Sculpteur             |
| 1951  | Ebba Carstensen                                                   | Peintre               |
| 1952  | Elof Risebye Ole Søndergaard                                      | Peintre Architecte    |
| 1954  | Astrid Noack                                                      | Sculpteur             |
| 1956  | Laura Brun-Pedersen                                               | Peintre               |
| 1957  | William Scharff                                                   | Peintre               |
| 1960  | Henrik Starcke                                                    | Sculpteur             |
| 1961  | Erik Hoppe                                                        | Painter               |
| 1963  | Carl-Henning Pedersen Palle Nielsen Axel Poulsen                  | Peintre Sculpteur     |
| 1964  | Georg Jacobsen                                                    | Peintre               |
| 1965  | Niels Lergaard Jørgen Gudmundsen-Holmgreen                        | Peintre Sculpteur     |
| 1966  | Harald Leth Svend Johansen                                        | Peintre               |
| 1967  | Henry Heerup Lauritz Hartz Robert Jacobsen                        | Peintre Sculpteur     |
| 1968  | Richard Mortensen Povl Christensen Knud Nellemose                 | Peintre Sculpteur     |
| 1969  | Ejler Bille Paul Gadegaard                                        | Peintre               |
| 1970  | Wilhelm Freddie                                                   | Peintre               |
| 1971  | Knud Agger Peter Alsing Nielsen Sonja Ferlov Mancoba              | Peintre Sculpteur     |
| 1972  | Søren Hjorth Nielsen Erik Thommesen                               | Peintre Sculpteur     |
| 1973  | Karl Bovin Else Alfelt Willy Ørskov                               | Peintre Sculpteur     |
| 1974  | Søren Georg Jensen                                                | Peintre               |
| 1975  | Gunnar Westman                                                    | Sculpteur             |
| 1976  | Anna Klindt Sørensen Gottfred Eickhoff                            | Peintre Sculpteur     |
| 1977  | Franciska Clausen Bent Sørensen                                   | Peintre Sculpteur     |
| 1978  | Sven Dalsgaard Ole Schwalbe Ole Kielberg                          | Peintre Peintre       |
| 1979  | Jørgen Haugen Sørensen Dan Sterup-Hansen                          | Sculpteur Peintre     |
| 1980  | Gunnar Aagaard Andersen                                           | Peintre               |
| 1983  | Kasper Heiberg                                                    | Peintre               |
| 1984  | Arne Haugen Sørensen Mogens Andersen Jane Muus                    | Peintre Peintre       |
| 1985  | Ib Braase                                                         | Sculpteur             |
| 1986  | Frede Christoffersen Else Fischer-Hansen Rasmus Nellemann         | Peintre Peintre       |
| 1987  | Per Kirkeby                                                       | Peintre               |
| 1988  | Albert Mertz                                                      | Peintre               |
| 1989  | Jørn Larsen                                                       | Peintre               |
| 1990  | Christian Daugaard                                                | Peintre               |
| 1991  | Ib Geertsen                                                       | Peintre               |
| 1982  | Hein Heinsen Egon Fischer                                         | Sculpteur             |
| 1994  | Mogens Møller                                                     | Sculpteur             |
| 1995  | Sven Havsteen-Mikkelsen                                           | Peintre               |
| 1996  | Bjørn Nørgaard                                                    | Sculpteur             |
| 1997  | John Olsen Richard Winther                                        | Peintre               |
| 1998  | Stig Brøgger                                                      | Peintre               |
| 1999  | Torben Ebbesen Jørgen Boberg                                      | Sculpteur Peintre     |
| 2000  | Thomas Bang Kirsten Lockenwitz Ingálvur av Reyni                  | Sculpteur Peintre     |
| 2001  | Ole Sporring                                                      | Peintre               |
| 2002  | Kirsten Ortwed                                                    | Sculpteur             |
| 2003  | Ingvar Cronhammar                                                 | Sculpteur             |
| 2004  | Troels Wörsel                                                     | Peintre               |
| 2005  | Kirsten Justesen Jytte Rex                                        | Sculpteur Peintre     |
| 2006  | Jørgen Rømer                                                      | Peintre               |
| 2008  | Erik Hagens                                                       | Peintre               |
| 2009  | Christian Lemmerz                                                 | Sculpteur             |
| 2010  | Morten Stræde Elisabeth Toubro                                    | Sculpteur             |
| 2011  | Eva Koch Freddie A. Lerche                                        | Sculpteur Peintre     |
| 2012  | Kirsten Klein                                                     | Photographe           |
| 2013  | Olafur Eliasson Kirsten Dehlholm                                  | Peintre               |
| 2014  | Martin Erik Andersen                                              | Sculpteur             |
| 2015  | Per Bak Jensen Viera Collaro                                      | Photographe Sculpteur |
| 2016  | Jesper Christiansen Jytte Høy                                     | Artiste visuel        |
| 2017  | Finn Reinbothe                                                    | Artiste visuel        |
| 2018  | Lone Høyer Hansen                                                 | Sculpteur             |
| 2019  | Eric Andersen                                                     | Artiste visuel        |